# Farsa y licencia de la Reina Castiza
Farsa y licencia de la Reina Castiza es una obra de teatro de Ramón María del Valle-Inclán publicada por primera vez en 1920. 

## Publicación
La obra, escrita por Valle Inclán, apareció por primera vez en la revista La Pluma en 1920. Fue publicada nuevamente en 1922 y en 1926 en la trilogía Tablado de marionetas para educación de príncipes.

## Argumento
En la Corte de la reina Isabel II se presentan unos pícaros con la intención de hacer una fortuna chantajeando a costa de dos cartas que poseen, firmadas por la propia monarca y con un contenido subido de tono. El rey pretende también obtener su propio beneficio, desencadenándose en ese momento todo tipo de intrigas palaciegas entre las distintas camarillas cortesanas, que acabarán aceptando tal chantaje.

## Representaciones destacadas
- Teatro Muñoz Seca, Madrid, 3 de junio de 1931. Estreno.
  - Intérpretes: Irene López de Heredia, Mariano Asquerino.
- Teatro Bellas Artes, Madrid, 1986
  - Dirección: César Oliva.
  - Intérpretes: María Asquerino, Carlos Lemos, Félix Navarro, José María Escuer, Teófilo Calle, Francisco Racionero.
- Teatre Joventut, Hospitalet de Llobregat, 1998
  - Dirección: Enric Flores.
  - Intérpretes:  Carme Sansa, Enric Majó y Manuel Dueso.